# Sideroxylon macrocarpum
Sideroxylon macrocarpum là một loài thực vật có hoa trong họ Hồng xiêm. Loài này được (Nutt.) J.R.Allison mô tả khoa học đầu tiên năm 2006.